# Guqin

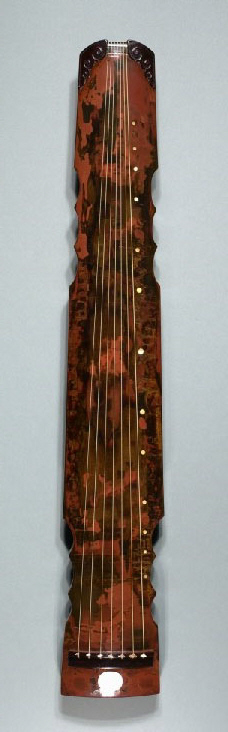
Anvers del guqin

El guqin o qin (en xinès: 古琴; en pinyin: gǔqín; en Wade-Giles: ku-ch'in; literalment “antic instrument de corda”) és un instrument musical xinès de set cordes de la família de les cítares (中華絃樂噐/中华弦乐器). El guqin s'ha fet servir des de temps antics com a instrument preferit dels erudits i intel·lectuals per la seva subtilesa i refinament. Els xinesos sovint l'anomenen 「國樂之父/国乐之父」, és a “pare de la música xinesa”. El guqin i la seva música van ser proclamats el 2003 i inscrits el 2008 com a Patrimoni Immaterial de la Humanitat de la UNESCO.

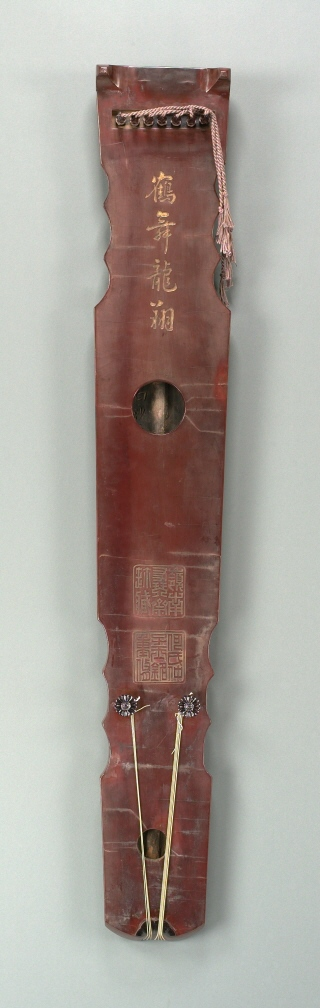
Revers de l'instrument

El nom tradicional era qin 「琴」, que també es pot escriure com a 琹」, 「珡」 i d'altres maneres antigues, però des del segle XX aquest mot també es va aplicar a altres instruments antics. El yangqin 「揚琴/扬琴」, el huqin 「胡琴」, que són dos instruments de corda, així com el piano occidental (en xinès tradicional 鋼琴; en xinès simplificat 钢琴; pinyin: gāng qín; que significa “instrument de corda d'acer”) són exemples de l'ús del mot qin en altres instruments, per la qual cosa s'hi va afegir el prefix gu- 「古, que significa “antic”, per tal de diferenciar-lo. També se l'anomena qixianqin (「七絃琴」; “instrument de set cordes”). No s'ha de confondre amb el guzheng 「古箏/古筝」, també de la família de les cítares, també sense trasts i amb pont sota les cordes.
El seu so és fluix i suau, amb una tessitura de quatre octaves a partir del do1. Tradicionalment comptava amb cinc cordes, però se n'han trobat exemplars de fins a deu o més cordes. De totes maneres, la tipologia de set cordes ha estat la més divulgada i normalitzada durant dos mil·lennis. Alguns troben semblances entre la música del guqin i la de blues.

## Exemple musical
- 《陽關三疊》
Yangguan Sandie
"Three Refrains on the Yang Pass Theme"